# Dikerogammarus haemobaphes
Dikerogammarus haemobaphes is een vlokreeftensoort uit de familie van de Gammaridae. De wetenschappelijke naam van de soort is voor het eerst geldig gepubliceerd in 1841 door Eichwald.